# Higuera de Llerena
Trasierra ist ein südwestspanisches Dorf und eine Gemeinde (municipio) mit 339 Einwohnern (Stand: 2024) im Süden der Provinz Badajoz in der Autonomen Gemeinschaft Extremadura.

## Lage und Klima
Der etwa 520 m hoch gelegene Ort Higuera de Llerena liegt etwa 120 Kilometer südöstlich von Badajoz. Das Klima ist gemäßigt bis warm; Regen (ca. 441 mm/Jahr) fällt überwiegend im Winterhalbjahr.

## Bevölkerungsentwicklung
| Jahr      | 1970 | 1981 | 1991 | 2001 | 2011 | 2021 |
| Einwohner | 961  | 586  | 553  | 429  | 358  | 335  |

Aufgrund der zunehmenden Mechanisierung der Landwirtschaft, der Aufgabe bäuerlicher Kleinbetriebe („Höfesterben“) und dem daraus entstandenen Mangel an Arbeitsplätzen wanderten viele Familien und Einzelpersonen seit der Mitte des 20. Jahrhunderts in die größeren Städte ab („Landflucht“).

## Sehenswürdigkeiten
- Archäologische Ausgrabungsstätte La Mesilla
- Marienkirche (Iglesia de Nuestra Señora del Valle)
- Christuskapelle
- Isidorkapelle

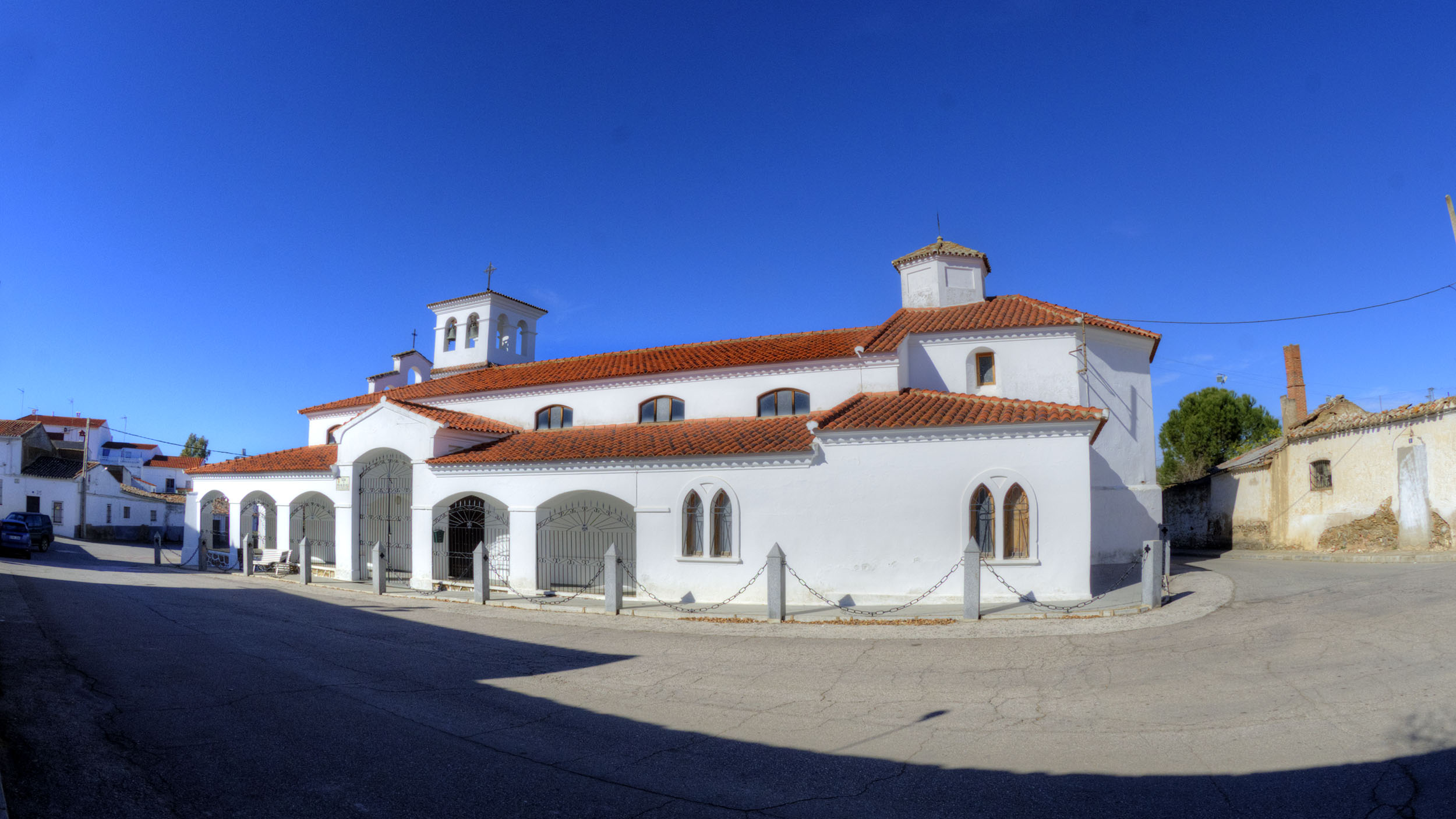
Marienkirche